# Ines Des Longchamps
Ines Loiseleur des Lonchamps Deville, plus connu sous le nom Ines Des Longchamps, est une actrice française née en 1950 et morte le 6 août 2022.

## Biographie
Elle a suivi les cours au Conservatoire national supérieur d'art dramatique (Promo 1974).
D'origine catalane par sa mère, qui, si elle reste relativement mineure par sa filmographie, fut le "coach" d'acteurs importants et a donc tout naturellement gravité cependant dans le sillage de nombreuses stars internationales, comme Ugo Tognazzi, dont elle fut la maîtresse pendant la dernière partie de la vie et Salvador Dalí, qu'elle connut très jeune et qui l'affectionnait. Qu'elle se caractérise plus par l'indolence et la lascivité que par le dynamisme et l'ambition peut expliquer une carrière décousue malgré des débuts prometteurs.
Si sa première apparition remarquée, alors qu'elle est âgée d'un peu plus d'une vingtaine d'années, date de 1974 avec un premier rôle féminin dans le film Stardust de Michael Apted, on pourrait croire à son ascension en tant qu'actrice avec une réapparition a l'écran peu après dans un rôle important avec le film de Peter Handke La Femme gauchère. Son heure de gloire ne semble pas cependant se prolonger au-delà des années 1970 et ses fantaisies, auxquelles elle participe pleinement. Elle continuera à travailler dans le milieu du cinéma, en tant que "coach" notamment de Rupert Everett ainsi que d'Ugo Tognazzi jusqu'au décès de ce dernier, et jouera encore dans deux ou trois films pour la télévision, dont La Diva et le Professeur aux côtés de Bud Spencer en 1989.

## Filmographie
- 1995 : L'Audace d'y croire (TV) : la mère
- 1989 : La Diva et le Professeur (TV) : Marielle
- 1987 : Qui c'est ce garçon ? (mini-série TV) : la gynécologue
- 1985 : L'Amour ou presque
- 1978 : La Femme gauchère : la femme à l'enfant
- 1978 : Les Héritiers (1 épisode) : Bérangère
- 1978 : Le Codicille (TV)
- 1974 : Stardust : Danielle

## Théâtre
- 1976 : L'Éveil du printemps de Frank Wedekind, mise en scène Pierre Romans,     Théâtre de l'Odéon

## Pour approfondir